# Jan Frederik van Beeck Calkoen
Jan Frederik van Beeck Calkoen (Groningen, 5 mei 1772 - Utrecht, 25 maart 1811) was een Nederlands wiskundige en astronoom, en onder meer hoogleraar aan de Universiteit van Leiden.

## Loopbaan

### Opleiding
Calkoen, telg uit het geslacht Calkoen en een zoon van de predikant Wilhelmus Jabes Calkoen en Wilhelmina Maria Verborgh, verhuisde toen hij vier was naar Amsterdam, waar zijn vader als predikant was benoemd. Door zijn vader werd hij tevens geschoold in de klassieke talen, zodat hij de Hogeschool van Utrecht kon bezoeken. Hij volgde daar onderwijs van Christoph Saxe in taalkunde en geschiedenis, van Johannes Theodorus Rossijn en anderen in voorbereidende en wijsgerige wetenschappen en theologie van Gisbert Bonnet. Calkoen was van plan zich aan de godgeleerdheid te wijden, maar hij begon zich ook voor wiskunde en sterrenkunde te interesseren, waarbij hij een leermeester vond in Johann Friedrich Hennert. Hij studeerde verder aan de Universiteit van Groningen en promoveerde er in mei 1797 in de filosofie en de wis- en natuurkunde op de dissertatie De horologiis veterum sciothericis. Om zijn kennis van de sterrenkunde te vergroten ondernam hij een reis naar Duitsland, en bezocht hij Leipzig, Göttingen, Jena en Gotha.
In Gotha ging hij dagelijks naar het observatorium van hertog Ernst II van Saksen-Gotha-Altenburg, vergezeld van directeur Franz Xaver von Zach, met wie hij een hechte vriendschap sloot en ook later per brief veel contact behield. Ook maakte hij kennis met de latere directeur van het observatorium, Bernhard von Lindenau, met de astronoom Johann Elert Bode en met andere vooraanstaande wetenschappers.

### Universitaire functies
In 1799 werd Calkoen benoemd tot buitengewoon hoogleraar te Leiden en vijf jaar later tot gewoon hoogleraar aldaar. Hij werd tevens bevorderd tot meester der vrije kunsten en leraar wijsbegeerte. In 1799 hield hij, ter gelegenheid van zijn benoeming tot buitengewoon hoogleraar, de redevoering De rationis Mathematicae ad Naturam conformatae elegantia atque utilitate en ter gelegenheid van zijn benoeming tot gewoon hoogleraar de oratie De novissimis in Astronomia inventis. In 1805 werd hij tot buitengewoon hoogleraar aan de Universiteit van Utrecht benoemd, waar hij de opvolger van zijn leermeester Hennert was. Hij hield daar de inaugurele rede De Studii Astronomici saeculo XVIII incrementis, die later in druk verscheen.
Calkoen werd tot lid of corresponderend lid van diverse maatschappijen van wetenschappen benoemd, waaronder de Haarlemse, Rotterdamse, Zeeuwse en Utrechtse genootschappen. Bij wijze van eerbetoon ontving hij van de koning van Holland een open brief met vererende inhoud, hij werd later in de ridderstand opgenomen en werd benoemd tot lid der eerste klasse van het Instituut der Wetenschappen.
Zijn gezondheid was echter slecht en hij moest in 1809 zijn ontslag aanvragen. In 1810 werd hij benoemd tot rector magnificus van de Universiteit van Utrecht, maar in maart 1811 overleed hij op 38-jarige leeftijd. Zijn zoon was de politicus Aarnoud Jan van Beeck Calkoen.

## Enkele publicaties
- Dissertatio mathematico-antiquaria de horologiis veterum sciothericis. Cui accedit theoria solariorum, horam azimuthum et altitudinem solis una exhibentium; Amsterdam, van Keulen 1797
- Verhandeling over de manier om door waarneeming van twee sterren (...) de middelbaare en waare tyd te vinden. Benevens de tafelen welke hier toe vereischt worden. Amsterdam, G. Hulst van Keulen, 1798
- De waare oorsprong der Mosaische en Christelyke godsdiensten, onderzogt en verdedigd, tegen derzelver nieuwe bestryders Dupuis en Volney. Eene prysverhandeling, bekroond by Teyler's Godgeleerd Genootschap, en door het zelve in het licht gegeven Haarlem, Enschedé/ Walrecht, 1800
- Verklaring der gronden van de zeemans tafelen van Cornelis Douwes. Amsterdam, G. Hulst van Keulen, 1800
- Verhandeling voor de evenwigtslijn en nieuwe ophaalbruggen. Amsterdam, J. Allart, 1802
- Euryalus over het schoon. Haarlem, A. Loosjes Pz., 1802. Vertaald in het Duits door F. Heidekamp, gepubliceerd in 1803
- Wiskundige scheepsbouw en bestuur, waarin al wat den bouw, de afmetingen, het zeilen en besturen van groote en kleinere schepen betreffende, op wiskundige gronden behandeld wordt. Amsterdam, J. Allart, 1805
- Zeemans handleiding tot het gebruik van den sextant en octant, zonder dat men deszelfs fouten elk afzonderlijk behoeft te onderzoeken. Amsterdam, Wed. G. van Hulst, 1806. In het Frans vertaald en onder de titel Guide des marins, dans l'usage du sextant ou de l'octant gepubliceerd in 1806
- Sur la théorie des Facultés numériques Amsterdam 1807
- Verhandeling over het voordeeligste gespan, vooral bij vragt-sleeden. Nieuwe Verhandelingen van het Bataafsch Genootschap der Proefondervindelijke Wijsbegeerte, Rotterdam, E. van Wolfsbergen, 1806
- Verhandeling over de zeekaarten. Amsterdam, J. Allart, 1808
- Verhandeling over de verschillende theoriën, om den inhoud van vaten te berekenen, en den invloed, welke de gedaante der duigen op den inhoud heeft. Nieuwe Verhandelingen van het Bataafsch Genootschap der proefondervindelijke wijsbegeerte te Rotterdam. Rotterdam, J. van Westerkappel/ J.A. Groenendijk, 1810
- Nouvelle théorie de construction pour les mappemondes. Amsterdam, Mortier Covens en zoon, 1810

- Biografisch Portaal: 00939114
- Digitale Bibliotheek voor de Nederlandse Letteren: calk003
- Gemeinsame Normdatei: 116107251
- International Standard Name Identifier: 0000 0003 9774 1309
- Library of Congress Control Number: no2021001192
- Mathematics Genealogy Project: 113191
- Nederlandse Thesaurus van Auteursnamen: 069932700
- Système universitaire de documentation: 175372918
- Virtual International Authority File: 52050341